# 文化祭

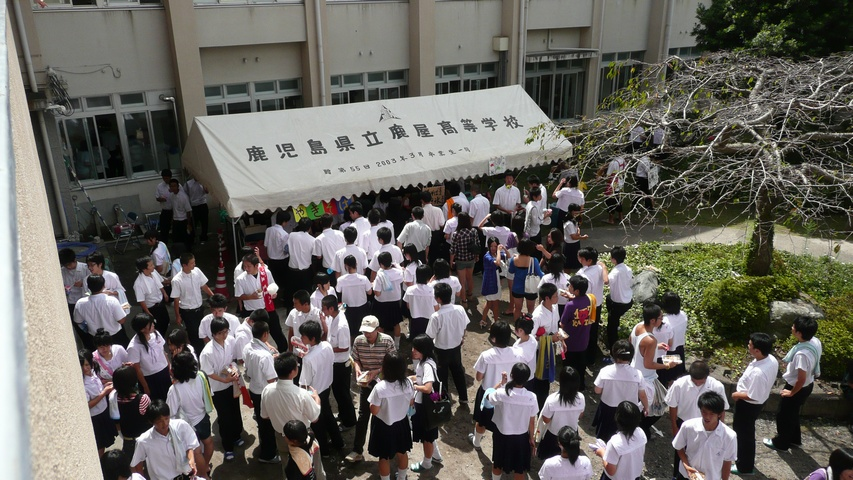
高校の文化祭。模擬店が開かれ、多くの参加者で賑わっている。

文化祭（ぶんかさい）は、文芸に関連した行事・イベント。以下に大別される。
- 学校教育として行われる特別活動のうち、学校行事（教育課程の一部）として行われる文化的行事。本節で記述する。
- 地域文化祭（市民文化祭など） - 主に公民館などの文化施設で開催される、地域サークル等による作品展示や舞台発表などを中心とした地域イベント。

文化祭（ぶんかさい）は、幼稚園、小学校、中学校、義務教育学校、高等学校、中等教育学校および特別支援学校における学校行事の一つ。児童・生徒が日頃の学習や活動の成果を総合的に発展させ、発表し合い、互いに鑑賞する文化的行事の一種である（学習指導要領上の特別活動）。日本のように学校教育の一環として毎年全員参加型の文化祭が開催されている例は、世界的に見て珍しい。
中学校や高校では「文化祭」と呼ばれているケースが多いが、幼稚園や小学校では「学芸会」や「学習発表会」、「生活発表会」などと呼ばれているケースが多い。

## 概要

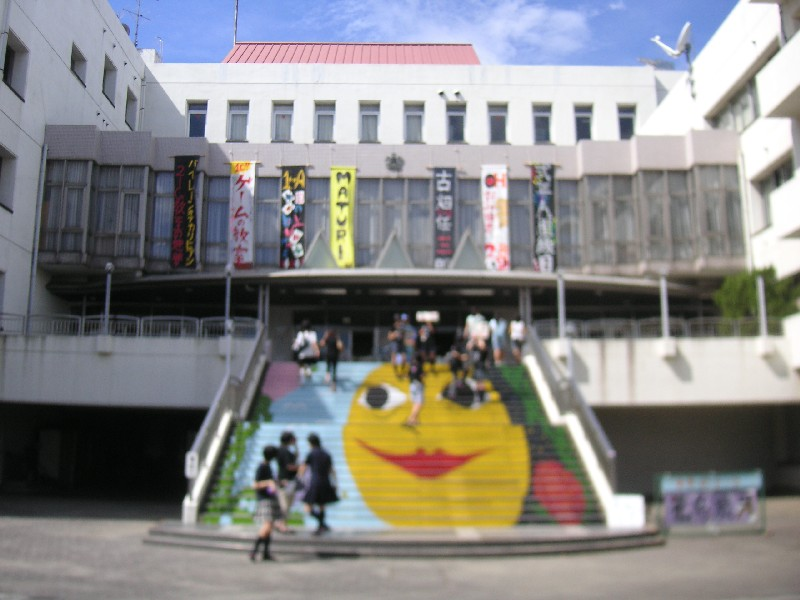
高校の文化祭。会場となる学校はさまざまに飾られ、祝祭空間となる。

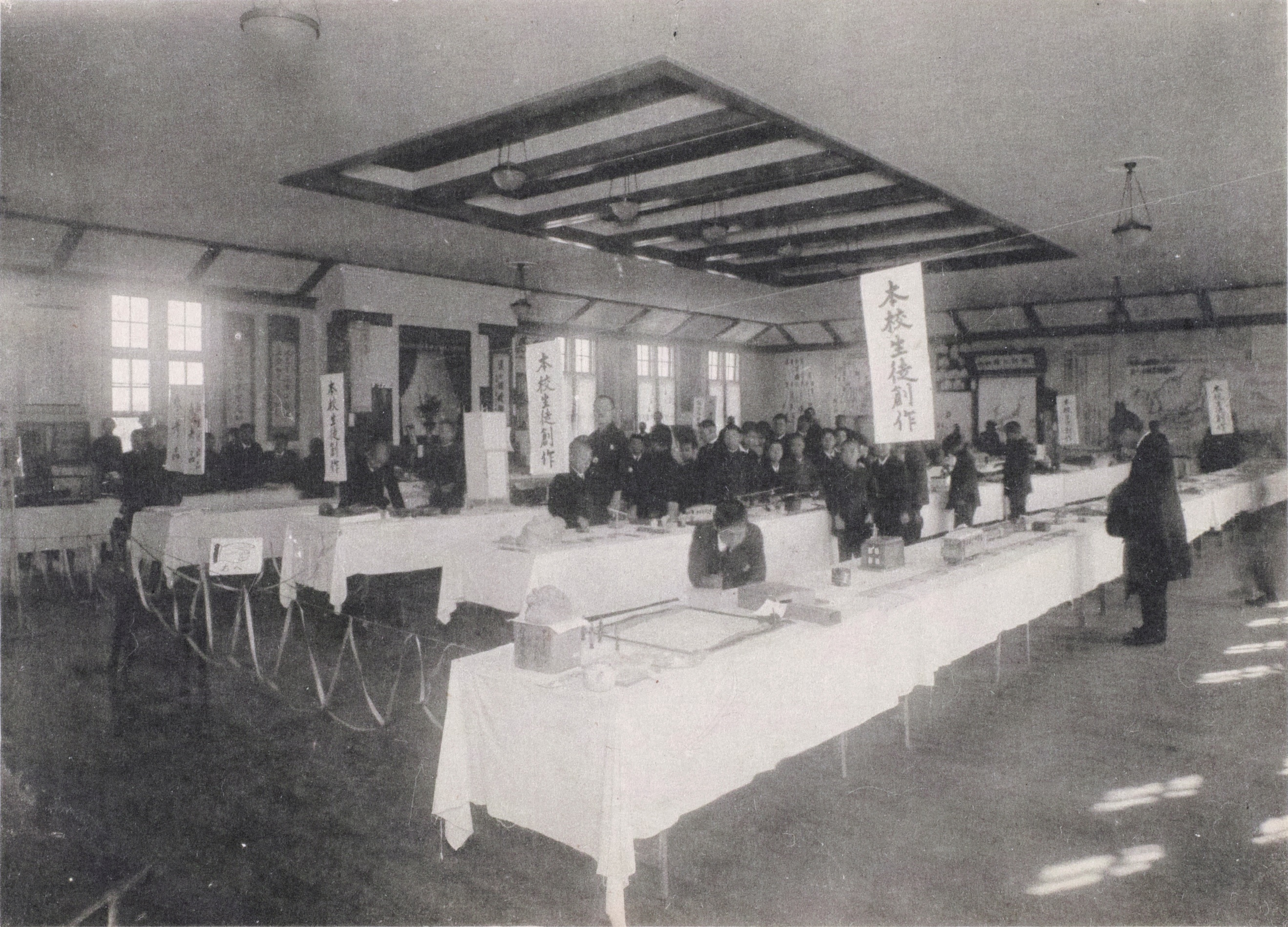
東京府立第五中学校で開催された第1回創作展の様子（1920年撮影）。一般公開が行われ、物珍しさから多くの見物客で賑わった。

学習指導要領が定める学校行事には、儀式的行事、文化的行事、健康安全・体育的行事、旅行・集団宿泊的行事（小学校学習指導要領では遠足・集団宿泊的行事）、勤労生産・奉仕的行事がある。
このうち、文化的行事には「生徒（園児・児童）が各教科などにおける日ごろの学習や活動の成果を総合的に発展させ、発表し合い、互いに鑑賞する行事と、外部の文化的な作品や催し（小学校学習指導要領では児童の手によらない作品や催し物）を鑑賞するなどの行事とがある。」とされ、文化祭（学芸会、学習発表会）は前者にあたるとされている。
先述の通り、中学校や高等学校では、文化祭（学校祭）として、音楽会（合唱祭）、弁論大会、各種の発表会（展覧会）などとともに、生徒が各教科などにおける日ごろの学習や活動の成果を総合的に発展させ、発表し合い、互いに鑑賞する文化的行事とされている。一方で、幼稚園や小学校では、園児・児童が各教科などにおける日ごろの学習の成果を総合的に発展させ、発表し合い、互いに鑑賞する文化的行事として、学芸会、学習発表会、作品展示会、音楽会、読書感想発表会、クラブ発表会などが記載されている。これらの文化的行事について、学習指導要領は「平素の学習活動の成果を発表し、自己の向上の意欲を一層高めたり、文化や芸術に親しんだりするようにすること。」としている。

## 歴史
日本最古の文化祭は、1921年に東京府立第五中学校（現・小石川中等教育学校）で開催された「創作展覧会」（現・創作展）である。大正自由教育者であった伊藤長七が、生徒の創作意欲を掻き立て、創作作品展示の機会をつくることが目的であった。当時としては全国初の取り組みであったために、新聞紙上でも大きく取り上げられ、3000人以上の来場があった。
太平洋戦争後、新制高等学校が確立する1948年頃から、クラブ活動や生徒の有志を中心とした文化祭が開催されるようになった。1960年代には、現在と同じようなクラス単位での出し物を行う文化祭スタイルが定着していった。

## 内容
文化祭では主に各学級ごとに創作活動、演劇発表、模擬店の開催などが実施される。高等学校によっては模擬店による販売活動を、企画書作成から、協力企業の探索、校内企画コンペ、プレゼンテーション、販売後の会計処理も含めた起業体験プログラムとして実施している学校もある。
- 作品発表・ダンス・音楽会・上演・演劇などが、各学級や部活動団体のほか、それ以外の自発的な在学生たちによって行われる。
- 教室や体育館が仮設の食堂や喫茶店に模様替えされて、食事が提供されることもある。
- 有名人を講師に招き講演会を、また音楽家による音楽会、その他演劇や伝統文化の実演[6]や映画上映会・スポーツイベントのパブリックビューイングや会場での生観戦を文化鑑賞会の一環として開いたりする所もある。
- 特別支援学校の文化祭においては、福祉作業所による商品の即売会が行われる所もある。